# اندیس گوهر
گوهر یک اندیس فلزی است که در حوالی شهر کار و اندار استان سیستان و بلوچستان قرار دارد و مادهٔ معدنی موجود در آن، مس است.  